# Kunstraum Kreuzberg/Bethanien
Der Kunstraum Kreuzberg/Bethanien ist die kommunale Galerie des Kulturamtes Friedrichshain-Kreuzberg im Stadtteil Kreuzberg.

## Überblick
Der Kunstraum Kreuzberg/Bethanien zeigt Gruppen- und Themenausstellungen zu sozialen und kulturellen Gegenwartsprozessen in Auseinandersetzung mit den zeitgenössischen Künsten. Zentrale Aspekte sind hierbei die Kontextualisierung der Projekte und die Berücksichtigung von Diversität, Internationalität und lokalen Bezügen.

## Geschichte
Seinen Sitz hat der Kunstraum Kreuzberg/Bethanien im 1847 erbauten ehemaligen Diakonissen-Krankenhaus Bethanien am Mariannenplatz. Das Bethanien, das 1847 auf Veranlassung von Friedrich-Wilhelm IV. nach Plänen von Theodor August Stein als Diakonissen-Krankenhaus, damals noch vor den Toren der Stadt, gebaut wurde, fungierte bis 1970 als Krankenhaus. Mit der Stilllegung des Krankenhauses 1970 begann der „Kampf um Bethanien“, in dem der geplante großflächige Abriss und eine Neubebauung mit sozialem Wohnungsbau durch Besetzung, Bürgerinitiativen und Denkmalschützer verhindert wurden. Seitdem arbeiteten im Hauptgebäude vorwiegend kulturelle und künstlerische Institutionen. Neben dem Kunstraum Kreuzberg/Bethanien (bis 2001 unter der Bezeichnung Kunstamt Kreuzberg/Bethanien) sind bzw. waren hier die Druckwerkstatt des Kulturwerks des BBK Berlin, die Künstlerhaus Bethanien GmbH (bis Juni 2010) und die Musikschule Friedrichshain-Kreuzberg heimisch.
Seit 1. Mai 2009 hat die GSE (Gesellschaft für StadtEntwicklung gemeinnützige GmbH, Treuhänder Berlins) die Bewirtschaftung des Bethanien übernommen und beteiligt die Mieter des Bethanien in Mieterbeiräten an der konzeptionellen Weiterentwicklung des Gebäudes als avanciertes Zentrum der künstlerischen Produktion und Präsentation. Ankernutzer sind und bleiben weiterhin die Druckwerkstatt des bbk, die Musikschule Friedrichshain-Kreuzberg und der Kunstraum Kreuzberg/Bethanien. Weitere kulturelle und künstlerische Nutzungen ziehen im Zuge frei werdender Flächen nach. Seit 2002 ist Stéphane Bauer Leiter des Kunstraumes Kreuzberg/Bethanien und zuständig für Programm und Organisation.

## Programm
Mit 450 m² Ausstellungsfläche und über 200 lfdm Hängefläche erfüllen die Räume die Anforderungen für mittelgroße Schauen. Im Jahr werden ca. sechs Ausstellungsprojekte realisiert, zum Teil gemeinsam mit kooperierenden Institutionen, Kuratoren oder Künstlergruppen. Die Ausstellungen werden von Führungen, Filmen, Diskussionen und Künstlergesprächen begleitet.
Integraler Bestandteil der Vermittlungsarbeit des Kunstraums Kreuzberg/Bethanien sind Projekte der kulturellen Bildung. Dazu zählen insbesondere Partnerschaften mit Schulen.